# Annie Marin
Annie Marin ( 1939) es una botánica francesa.

## Algunas publicaciones

### Libros
- 1962. Contribution à l'étude des Romulea de la côte Nord-Altantique Marocaine. Institut Scientifique Chérifien (Rabat - MAR). 48 pp.

- La abreviatura «A.Marin» se emplea para indicar a Annie Marin como autoridad en la descripción y clasificación científica de los vegetales.[1]